# Michael Maule
Michael Maule (Durban, 31 ottobre 1921 – 15 marzo 2017) è stato un ballerino e insegnante statunitense.

## Primi anni e formazione
Nato a Durban, in Sudafrica, Michael Maule discendeva da immigrati scozzesi che si erano stabiliti nella provincia di Natal, nell'Oceano Indiano. Le sue prime lezioni di balletto si svolsero a Pietermaritzburg e a Durban, prima sotto Nancy Hooper-Graham e poi, a quattordici anni, con Eileen Keegan e Dorothea McNair, tutti insegnanti con il metodo Cecchetti. Lasciò il Sud Africa e si trasferì a Londra alla fine degli anni '30, quando era ancora un adolescente. Allo scoppio della seconda guerra mondiale, si arruolò nella Royal Navy e prestò servizio in mare per cinque anni. Quando la pace tornò in Europa, si trasferì di nuovo a New York, dove riprese le sue lezioni di danza con Vincenzo Celli, anch'egli discepolo di Enrico Cecchetti.

## Carriera
Una volta stabilito a New York, Maule fece il suo debutto professionale negli Stati Uniti nella produzione originale di Broadway di Annie Get Your Gun (1946), un successo di lunga durata interpretato da Ethel Merman che cantava le canzoni di Irving Berlin. Maule rimase con lo spettacolo per un anno intero, ballando la coreografia di Helen Tamiris. Nel corso dei successivi due decenni la sua illustre carriera si estrinsecava come ballerino principale con l'American Ballet Theatre (1947), il Cuban National Ballet (1948-1949), il New York City Ballet (1950-1953), Great Moments of Ballet (1954) e il London Festival Ballet (1955). Fu un artista ospite al Jacob's Pillow Dance Festival nelle estati del 1951, 1953 e 1954.
Maule non era un danzatore di bravura, ma possedeva una tecnica classica e il suo bel look scozzese, figura robusta, una bella testa, colorito pallido e capelli rosso chiaro, che si aggiungevano alla sua forte presenza scenica. Particolarmente noto come un partner gentile, è spesso apparso come cavaliere e compagno delle principali ballerine del suo tempo, tra le quali Maria Tallchief, Alicia Markova, Patricia Wilde, Alexandra Danilova, Alicia Alonso, Belinda Wright e Marilyn Burr, tra le altre.
Con il New York City Ballet Maule ha ballato molte opere nel repertorio coreografato da George Balanchine e Jerome Robbins. Ha dato origine a ruoli in due importanti opere di Robbins, the First Intruder in The Cage (1951) e una delle due Trumpets in Fanfare (1953) e fece parte del gruppo originale della Scotch Symphony di Balanchine (1952). A Broadway ballò nuovamente su coreografia di Balanchine nella ripresa del 1957 di The Merry Widow, in collaborazione con Mary Ellen Moylan.
Nel 1953 Maule fu la prima scelta per il ruolo di Charlie Chisholm Dalrymple, lo sposo nella versione cinematografica di Brigadoon (1954), una fantasia romantica di un villaggio incantato nelle Highlands scozzesi. La sua occasione per diventare una celebrità di Hollywood tuttavia svanì quando fu sostituito da Jimmy Thompson prima dell'inizio delle riprese. In televisione ha ballato in The Bell Telephone Hour nel 1962 ed in Camera Three nel 1965. Successivamente ha coreografato balletti per Great Moments of Ballet e London Festival Ballet.
Dopo essersi ritirato dalle scene, Maule ha insegnato tecnica di balletto in numerose scuole e luoghi, tra cui l'American Ballet Theatre School, la Robert Joffrey School e la National Academy of Dance a Champaign, Illinois, dove è stato il primo direttore della danza (1972 -1976), avendo avuto una raccomandazione per il lavoro da Margot Fonteyn. Ha anche insegnato alla Dance Division della Juilliard School, nello studio di Melissa Hayden e nel suo studio personale in un piano superiore della Carnegie Hall. All'estero è stato invitato come insegnante ospite in scuole e studi nel Regno Unito, in Svezia, nei Paesi Bassi, in Giappone e nelle Filippine.

## Vita privata
Maule divenne residente fisso degli Stati Uniti nel 1956. Per diversi anni prima della sua morte visse a Vero Beach, in Florida, con la sua seconda moglie, Katherine, che è la madre del ballerino John Gardner.
Morì il 15 marzo 2017 all'età di 95 anni.